# Teresa Stich-Randall
Pour les articles homonymes, voir Stich et Randall.
Teresa Stich-Randall, née le  24 décembre 1927 à New Hartford (Connecticut), morte le 17 juillet 2007 à Vienne, est une soprano américaine.
Teresa Stich-Randall, soprano lyrique, est surtout connue pour ses interprétations d'héroïnes mozartiennes, comme sa vibrante Fiordiligi à Aix-en-Provence avec Hans Rosbaud en 1954. Elle enregistre également certaines œuvres de musique sacrée du compositeur de Salzbourg, comme la Messe du Couronnement ou la Grande messe en ut mineur. Elle aborde le répertoire baroque (Bach, Haendel) ainsi que le lied, où elle excelle dans Schubert, Brahms ou Strauss.
Certains lui reprochent parfois une certaine froideur et une absence quasi permanente de vibrato. Un jour, Arturo Toscanini dit d'elle qu'elle était « la voix du siècle ». Son timbre d'une pureté exceptionnelle, sa technique superlative, sa ligne de chant éblouissante et son engagement dramatique dans des rôles comme Donna Anna, la Comtesse des Noces de Figaro, Konstanze ou Rodelinda font d'elle sans aucun doute l'une des plus grandes chanteuses du XXe siècle.